# Żanna Sładkiewicz
Żanna Sładkiewicz – polska językoznawczyni, dr hab. nauk humanistycznych, profesor uczelni i dyrektor Instytutu Rusycystyki i Studiów Wschodnich  Wydziału Filologicznego Uniwersytetu Gdańskiego.

## Życiorys
W 2003 r. obroniła pracę doktorską pt. Niewerbalne środki komunikacji w rosyjskich i polskich frazeologizmach: studium porównawcze, której promotorem była prof. Marcelina Grabska, w 2014 r. habilitowała się na podstawie pracy zatytułowanej Felieton polityczny w świetle teorii perswazji językowej. Została zatrudniona na stanowisku profesora nadzwyczajnego w Instytucie Filologii Wschodniosłowiańskiej na Wydziale Filologicznym Uniwersytetu Gdańskiego.
Jest profesorem uczelni i dyrektorem w Instytucie Rusycystyki i Studiów Wschodnich na Wydziale Filologicznym Uniwersytetu Gdańskiego, a także członkiem Rady Dyscypliny Naukowej – Językoznawstwa Uniwersytetu Gdańskiego.